# Lorenzo María Lleras
Lorenzo María Lleras, né le 7 septembre 1811 à Bogotá et  mort le 3 juin 1868 dans la même ville, fut un pédagogue, journaliste, poète et politicien colombien.
Il a écrit des articles dans divers périodiques politiques et littéraires tels que El Mosaico. En 1831, il a publié ses poèmes pour enfants ainsi qu'une version de la tragédie Altorfo.
De 1842 à 1846, il a occupé le poste de recteur au Colegio del Rosario. Puis, en 1846, il a fondé le Colegio del Espíritu Santo qu'il géra jusqu'en 1853. Il eut ainsi sous son aile Jorge Isaacs qui y fit ses études en 1848.